# 조르주브라상 공원

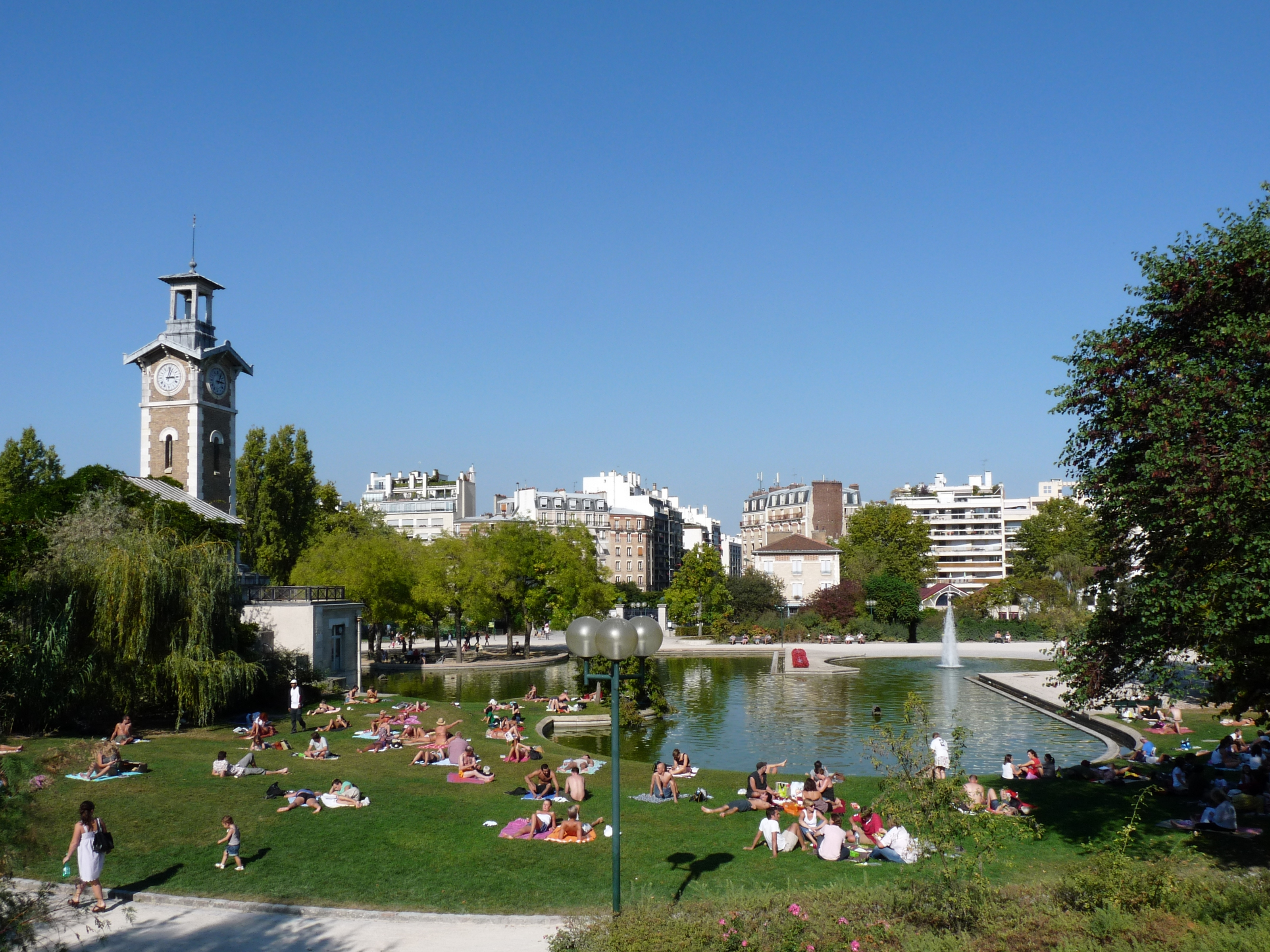
조르주브라상 공원의 모습

조르주브라상 공원(프랑스어: Parc Georges-Brassens)은 프랑스 파리 15구에 위치한 공원이다. 공원의 이름은 프랑스의 음악가 조르주 브라상에서 따온 것이다.

Parc Georges-Brassens, Paris